# Oberwiedenhof
Oberwiedenhof ist ein Gemeindeteil der Gemeinde Vierkirchen im oberbayerischen Landkreis Dachau.

## Beschreibung
Die drei benachbarten Einöden Ober-, Mitter- und Unterwiedenhof liegen gut zwei Kilometer ostsüdöstlich des Kernortes Vierkirchen. Eine Gemeindestraße führt Richtung Vierkirchen und zur weiter östlich verlaufenden Kreisstraße DAH 4.
In einem Wäldchen nördlich des Ortes entspringt der Brimsgraben, der über einen westlich gelegenen Weiher in den etwa 500 m südlich fließenden Biberbach mündet.
Der Ort wurde vermutlich im 10. Jahrhundert aus dem Wald gerodet. Im Jahr 972 ist er als „Arnolteshovun“ (= Hof des Arnold) erstmals erwähnt. Besitzer waren niedere Adelige, das Kloster Indersdorf sowie Kammerberger und Münchner Bürger.
Bis zur Gebietsreform in Bayern war Oberwiedenhof Ortsteil der Gemeinde Biberbach. Am 1. Mai 1978 wurde diese aufgelöst und Oberwiedenhof kam zu Vierkirchen; der Hauptort kam zur Gemeinde Röhrmoos.